# プラーナーヤーマ

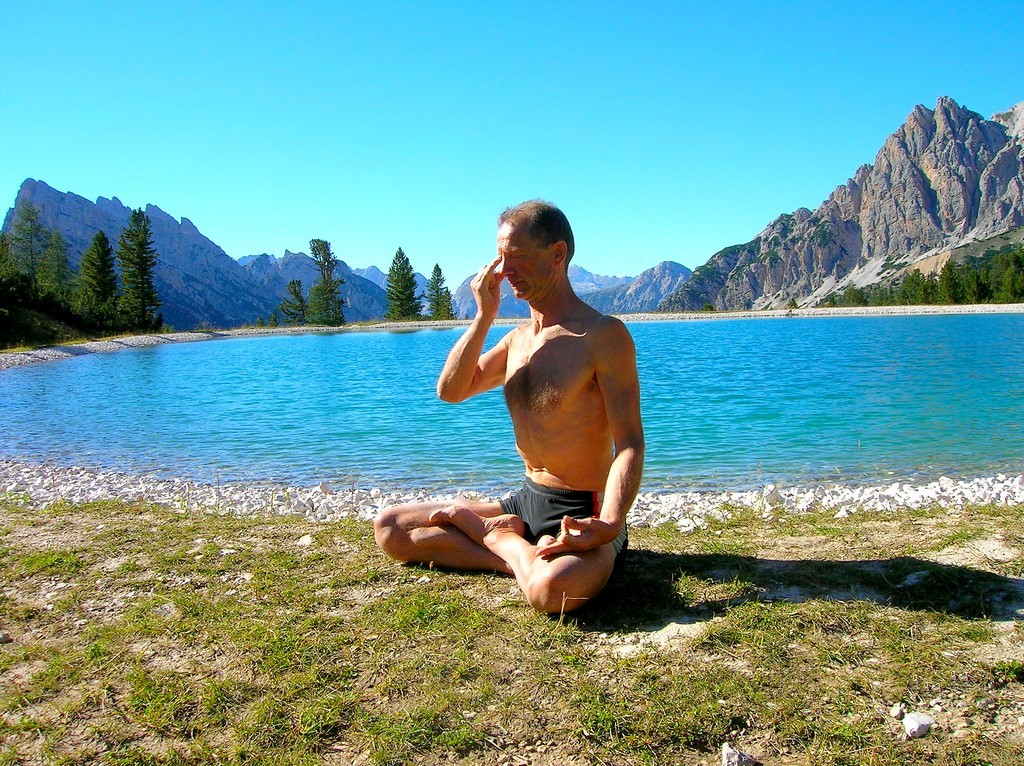
プラーナーヤーマを試みる男性

プラーナーヤーマ（デーヴァナーガリー：प्राणायाम, prāṇāyāma）とは、ヨーガにおける呼吸法・調気法のこと。

## 概要
この語彙自体は、サンスクリットで「気息、呼吸」を意味する「プラーナ」（प्राण, prāṇa）と、「制御、制止、延長」を意味する「アーヤーマ」（आयाम, āyāma）からなる合成語である。ただし、ここで言う「プラーナ」（प्राण, prāṇa）とは、単なる「息」ではなく、身体内外に存在する「生命エネルギー」のことであり、「プラーナーヤーマ」も単なる「呼吸法」というよりも、身体内外の生命エネルギーの調節（「調気法」）を意味している。

## 内容
プラーナーヤーマは、基本的にクンバカ（कुम्भक, kumbhaka, 止息）が中心となる。ただし、「ハタ・ヨーガ」などにおいては、それは一般人が思い描くような生やさしいものではなく、発汗や痙攣など生理的な変調が生じるほど長時間の止息を要求するものであり、門外漢が遊び半分で行うのは極めて危険である。

## 位置付け
ヨーガの諸教典においては、アーサナ（坐法、体位）に続いて共に言及され、その実践において欠かすことのできない一要素になっている。『ヨーガ・スートラ』では、8段階ある修行において（第3段階のアーサナ（坐法）に続く）第4段階として説明される。
また、「ハタ・ヨーガ」では、具体的には、制戒、坐法（アーサナ）、浄化法（シャトカルマ）、印相（ムドラー）、調気法（プラーナーヤーマ）、瞑想（ディヤーナ）の修行のひとつとしてプラーナーヤーマ（調気法）が実践される。

## 典拠
ヨーガ学派の教典である『ヨーガ・スートラ』では、第2章49-53節において、プラーナーヤーマの簡単な説明がある。
ハタ・ヨーガの教典である『ハタ・ヨーガ・プラディーピカー』では、第2章の全78節を使って、詳細にプラーナーヤーマの方法が説明される。